# Randy Denton
Randall Drew "Randy" Denton (nacido el 18 de febrero de 1949 en Raleigh, Carolina del Norte) es un exjugador de baloncesto estadounidense que disputó cinco temporadas en la ABA, una en la NBA y las dos últimas en la liga italiana. Con 2,08 metros de estatura, jugaba en la posición de pívot.

## Trayectoria deportiva

### Universidad
Jugó durante tres temporadas con los Blue Devils de la Universidad de Duke, en las que promedió 19,7 puntos y 12,7 rebotes por partido. Fue el máximo anotador y reboteador del equipo durante sus tres temporadas, conservando hoy en día el récord de la universidad de rebotes en una temporada. Fue elegido en 1971 en el mejor quinteto de la Atlantic Coast Conference, donde figura como segundo mayor reboteador de su historia, con 1.067, solo por detrás de Mike Gminski.

### Profesional
Fue elegido en la sexagésimo primera posición del Draft de la NBA de 1971 por Boston Celtics, y también por los Memphis Pros en el draft de la ABA, aunque acabó finalmente firmado con los Carolina Cougars. Pero mediada la temporada acabó siendo traspasado al equipo de Memphis, junto con George Lehmann y Warren Davis, a cambio de Tom Owens, Wendell Ladner y Bobby Warren. esa misma temporada se hizo con el puesto de titular, promediando 15,8 puntos y 11,4 rebotes por partido.
Al año siguiente se convertiría en uno de los puntales del equipo, promediando 17,0 puntos y colocándose entre los mejores reboteadores de la liga con 12,4 por partido.  Jugó una temporada más en el equipo, hasta que en 1974 fue traspasado a Utah Stars a cambio de Julius Keye, Rick Mount y los derechos sobre el entrenador Joe Mullaney.
En su primera temporada en los Stars tuvo que conformarse con ser suplente de Jim Eakins, promediando 9,2 puntos y 6,3 rebotes por partido. Pero la temporada siguiente actuó como titular, batiendo todos sus registros al promediar 17,3 puntos y 14,1 rebotes por partido, hasta que la franquicia quebró tras 16 partidos disputados, fichando para el resto de la temporada por los Spirits of St. Louis, donde se encontró en su puesto a Caldwell Jones, teniendo que conformarse con la suplencia.
En 1976 el equipo desapareció junto a la liga, produciéndose un Draft de dispersión, en el que resultó elegido por los New York Knicks de la NBA, quienes lo traspasaron a Atlanta Hawks a cambio de una futura ronda del draft. Allí jugó una única temporada, en la que promedió 5,3 puntos y 4,8 rebotes por partido.
En 1977 decidió prolongar su carrera fichando por el Auxilium Torino de la liga italiana, donde permaneció dos temporadas en las que promedió 17,1 puntos y 8,6 rebotes por partido.

## Estadísticas de su carrera en la ABA y la NBA

### Temporada regular
| Temporada | Edad | Equipo               | Liga  | P   | TIT | MIN  | TC  | TCA  | %TC  | 3P  | 3PA | %3P  | TL  | TLA | %TL  | R.OF. | R.DEF. | REB  | ASIS | ROB | TAP | PER | FP  | PTS  |
| 1971-72   | 22   | TOTAL                | ABA   | 81  |     | 25.2 | 5.3 | 11.5 | .460 | 0.0 | 0.0 | .000 | 1.7 | 2.1 | .804 | 3.4   | 5.7    | 9.1  | 0.8  |     |     | 1.4 | 2.2 | 12.3 |
| 1971-72   | 22   | Carolina Cougars     | ABA   | 39  |     | 18.2 | 3.8 | 8.7  | .434 | 0.0 | 0.0 | .000 | 1.0 | 1.4 | .709 | 2.5   | 4.2    | 6.7  | 0.8  |     |     | 1.3 | 1.7 | 8.5  |
| 1971-72   | 22   | Memphis Pros         | ABA   | 42  |     | 31.6 | 6.7 | 14.2 | .475 | 0.0 | 0.0 | .000 | 2.3 | 2.7 | .850 | 4.3   | 7.1    | 11.4 | 0.8  |     |     | 1.5 | 2.7 | 15.8 |
| 1972-73   | 23   | Memphis Tams         | ABA   | 66  |     | 33.4 | 7.2 | 14.8 | .482 | 0.0 | 0.1 | .375 | 2.7 | 3.6 | .747 | 4.2   | 8.2    | 12.4 | 1.5  |     |     | 1.9 | 3.0 | 17.0 |
| 1973-74   | 24   | Memphis Tams         | ABA   | 79  |     | 28.1 | 5.7 | 11.4 | .496 | 0.0 | 0.0 | .000 | 2.0 | 2.5 | .792 | 3.2   | 6.6    | 9.8  | 1.9  | 0.7 | 0.4 | 2.1 | 2.8 | 13.3 |
| 1974-75   | 25   | Utah Stars           | ABA   | 75  |     | 19.8 | 4.0 | 8.0  | .503 | 0.0 | 0.0 |      | 1.2 | 1.6 | .767 | 2.1   | 4.3    | 6.3  | 1.2  | 0.4 | 0.6 | 1.3 | 2.3 | 9.2  |
| 1975-76   | 26   | TOTAL                | ABA   | 67  |     | 23.0 | 4.2 | 9.5  | .446 | 0.0 | 0.0 | .000 | 1.2 | 1.5 | .838 | 2.3   | 5.4    | 7.7  | 1.3  | 0.6 | 0.5 | 1.2 | 2.7 | 9.7  |
| 1975-76   | 26   | Utah Stars           | ABA   | 16  |     | 36.9 | 7.3 | 14.9 | .490 | 0.0 | 0.0 |      | 2.6 | 2.9 | .913 | 4.3   | 9.8    | 14.1 | 2.5  | 0.8 | 0.8 | 1.9 | 4.4 | 17.3 |
| 1975-76   | 26   | Spirits of St. Louis | ABA   | 51  |     | 18.6 | 3.3 | 7.7  | .420 | 0.0 | 0.0 | .000 | 0.8 | 1.0 | .774 | 1.7   | 4.1    | 5.8  | 1.0  | 0.5 | 0.4 | 1.0 | 2.1 | 7.3  |
| 1976-77   | 27   | Atlanta Hawks        | NBA   | 45  |     | 15.6 | 2.3 | 5.7  | .402 |     |     |      | 0.7 | 1.0 | .702 | 1.8   | 3.0    | 4.8  | 0.7  | 0.3 | 0.4 |     | 2.2 | 5.3  |
| Total     |      |                      | TOTAL | 413 |     | 24.7 | 4.9 | 10.4 | .473 | 0.0 | 0.0 | .214 | 1.6 | 2.1 | .779 | 2.9   | 5.7    | 8.6  | 1.3  | 0.5 | 0.5 | 1.6 | 2.6 | 11.5 |
|           |      |                      | ABA   | 368 |     | 25.8 | 5.3 | 11.0 | .477 | 0.0 | 0.0 | .214 | 1.7 | 2.2 | .783 | 3.0   | 6.0    | 9.0  | 1.3  | 0.5 | 0.5 | 1.6 | 2.6 | 12.3 |
|           |      |                      | NBA   | 45  |     | 15.6 | 2.3 | 5.7  | .402 |     |     |      | 0.7 | 1.0 | .702 | 1.8   | 3.0    | 4.8  | 0.7  | 0.3 | 0.4 |     | 2.2 | 5.3  |

### Playoffs
| Temporada | Edad | Equipo     | Liga | P | MIN | TCA | TC | 3PA | 3P | TLA | TL | R.OF. | REB | ASIS | ROB | TAP | PER | FP | PTS | %TC  | %3P | %FT  | MIN  | PTS  | REB  | AST |
| 1974-75   | 25   | Utah Stars | ABA  | 6 | 236 | 49  | 92 | 0   | 0  | 15  | 22 | 28    | 80  | 11   | 4   | 2   | 15  | 18 | 113 | .533 |     | .682 | 39.3 | 18.8 | 13.3 | 1.8 |
| Total     |      |            | ABA  | 6 | 236 | 49  | 92 | 0   | 0  | 15  | 22 | 28    | 80  | 11   | 4   | 2   | 15  | 18 | 113 | .533 |     | .682 | 39.3 | 18.8 | 13.3 | 1.8 |